# Dennis Ceylan
Dennis Villy Ceylan (født 3. marts 1989 i Høje Taastrup) er en dansk professionel bokser med tilnavnet "The Menace" og er tidligere EBU Europamester i fjervægt. Dennis har været professionel siden den 22. september 2012 og og har en rekordliste på 19-2-2 (heraf er de 8 sejre på knockout). Han startede med at bokse i superfjervægt men gik ned til fjervægt året efter, den 19. oktober 2013 i sin 8. kamp.

## Tidlige liv
Ceylan blev født i Høje Taastrup, men voksede op i Århus. Han blev fjernet fra sin mors hjem i Viby som 8-årig, hvor han boede sammen med sin storebror og storesøster. Derefter boede han på børnehjemmene Chr. d. 9., og Miniintitutionen Toften. Det var på Miniinstitutionen Toften han begyndte at bokse, inspireret af Rocky-filmene.[kilde mangler]

## Karriere

### Amatørkarriere
Ceylan sikrede sig deltagelse i bantamvægt ved OL-turneringen 2012, da han vandt et kvalifikationsstævne i Trabzon i Tyrkiet efter finalesejr over Egaras Skurdelis fra Litauen. Det var første gang siden 1996, at der var dansk repræsentation i boksning ved OL. Deltagelsen blev dog kortvarig, idet Ceylan tabte i sin første kamp med dommerstemmerne 6-21 til den femteseedede irer John Joe Nevin og dermed var ude af turneringen.
Ceylan trænes af Frank Holm.

### Professionelle karriere
Kort efter at have deltaget i OL skrev Ceylan kontrakt med Team Sauerland og boksede sin første professionelle kamp den 22. september 2012 i Arena Nord i Frederikshavn hvor han vandt på teknisk knock out i 2. omgang mod Artsem Abmiotka (hvis rekordliste var på: 6 sejre - 1 nederlag).
Den 14. marts 2015 slog han den tidligere IBF-verdensmester, russiske Dimitri Kiriljow (31-5) via en enstemmig afgørelse. I juni 2015 besejrede han den tidligere spanske mester Sergio Prado (11-4).
Den 15. oktober 2016 boksede Ceylan om europamesterskabet mod engelske Ryan Walsh i Frederikshavn, en kamp som han vandt på split decision.

## Personlige liv
Ceylan har 2 børn med ekskæresten Sabine.

## Amatøresultater[5]
- Nr. 9 Europamesterskaber (-57 kg) Moskva, Rusland 2010
- Guld Danmarksmesterskaber (-57 kg) Odense 2010
- Guld Nordiske Mesterskaber (-57 kg) Oslo, Norge 2010
- Nr. 33 Verdensmesterskaber (-57 kg) Milano, Italien 2009
- Nr. 9 Europæiske Unions Mesterskaber (-57 kg) Odense 2009
- Guld Danmarksmesterskaber (-54 kg) Gilleleje 2009
- Guld Nordiske Mesterskaber (-54 kg) Aabybro 2009
- Nr. 9 Europamesterskaber (-54 kg) Liverpool, Storbritannien 2008
- Nr. 5 Europæiske Unions Mesterskaber (-54 kg) Cetniewo, Polen 2008
- Guld Danmarksmesterskaber (-54 kg) Thisted 2008

## Professionelle Kampe
| 19 Vundne (8 knockouts), 2 Tabte, 2 Uafgjorte |             |                   |      |               |                    |                                            |                                              |
| Resultat                                      | Rekordliste | Modstander        | Type | Rd., Time     | Dato               | Sted                                       | Noter                                        |
| Vandt                                         | 19-2-2      | Levan Tsiklauri   | UD   | 8 (8)         | 25. august 2018    | Struer Energi Park, Struer, Danmark        |                                              |
| Tabte                                         | 18-2-2      | Jesus Sanchez     | KO   | 2 (8)         | 10. marts 2018     | Struer Energi Park, Struer, Danmark        |                                              |
| Tabte                                         | 18-1-2      | Josh Warrington   | KO   | 10 (12), 1:43 | 21. oktober 2017   | First Direct Arena, Leeds, Storbritannien  |                                              |
| Uafgjort                                      | 18–0-2      | Isaac Lowe        | TD   | 4 (12), 2:30  | 18. Marts 2017     | Ceres Arena, Århus, Danmark                | Forsvarede EBU Europamester Fjervægt titlen. |
| Vandt                                         | 18-0-1      | Ryan Walsh        | SD   | 12 (12)       | 15. Oktober 2016   | Arena Nord, Frederikshavn, Danmark         | Vandt ledig EBU Europamester Fjervægt titel. |
| Vandt                                         | 17-0-1      | Walter Estrada    | TKO  | 2 (8), 2:43   | 12. December 2015  | Brøndby Hallen, Brøndby, Danmark           |                                              |
| Vandt                                         | 16-0-1      | Elvis Guillen     | UD   | 8 (8)         | 12. September 2015 | Arena Nord, Frederikshavn, Danmark         |                                              |
| Vandt                                         | 15-0-1      | Sergio Prado      | UD   | 10 (10)       | 20. Juni 2015      | Ballerup Super Arena, Ballerup, Danmark    |                                              |
| Vandt                                         | 14-0-1      | Dmitry Kirillov   | UD   | 10 (10)       | 14. Marts 2015     | Ballerup Super Arena, Ballerup, Danmark    |                                              |
| Vandt                                         | 13-0-1      | Cristian Montilla | TKO  | 7 (8), 1:34   | 7. Februar 2015    | Arena Nord, Frederikshavn, Danmark         |                                              |
| Uafgjort                                      | 12–0-1      | Cristian Montilla | SD   | 8 (8)         | 16 August 2014     | Messehalle, Erfurt, Tyskland               |                                              |
| Vandt                                         | 12-0        | Dzmitri Agafonau  | KO   | 1 (8), 2:40   | 3. Maj 2014        | Velodromen, Berlin, Tyskland               |                                              |
| Vandt                                         | 11-0        | Ivan Morote       | UD   | 8 (8)         | 12. April 2014     | Blue Water Dokken, Esbjerg, Danmark        |                                              |
| Vandt                                         | 10-0        | Daniele Limone    | UD   | 8 (8)         | 1. Februar 2014    | Arena Nord, Frederikshavn, Danmark         |                                              |
| Vandt                                         | 9-0         | Edgar Torres      | UD   | 8 (8)         | 16. November 2013  | Musik Teatret, Albertslund, Danmark        |                                              |
| Vandt                                         | 8-0         | Emiliano Salvini  | TKO  | 6 (8), 2:23   | 19. Oktober 2013   | Tre-For Arena, Kolding, Danmark            |                                              |
| Vandt                                         | 7-0         | Tommi Schmidt     | TKO  | 1 (8), 1:55   | 7. September 2013  | Arena Nord, Frederikshavn, Danmark         |                                              |
| Vandt                                         | 6-0         | Yordan Vasilev    | UD   | 6 (6)         | 15. Juni 2013      | NRGI Arena, Århus, Danmark                 |                                              |
| Vandt                                         | 5-0         | Nandor Seres      | TKO  | 3 (6), 2:49   | 27. april 2013     | Alsterdorfer Sporthalle, Hamborg, Tyskland |                                              |
| Vandt                                         | 4-0         | Marco Scalia      | KO   | 1 (4), 1:06   | 9. Februar 2013    | Blue Water Dokken, Esbjerg, Danmark        |                                              |
| Vandt                                         | 3-0         | Antonio Rodriguez | UD   | 4 (4)         | 8. December 2012   | BOXEN, Herning, Danmark                    |                                              |
| Vandt                                         | 2-0         | Anton Bekish      | UD   | 4 (4)         | 10. Oktober 2012   | Ice Hall, Helsinki, Finland                |                                              |
| Vandt                                         | 1-0         | Artsem Abmiotka   | TKO  | 2 (4), 0:01   | 22. September 2012 | Arena Nord, Frederikshavn, Danmark         | Professionel debut.                          |